# Geografía de Rosario
Rosario se encuentra a 280 km al noroeste de Buenos Aires, en la costa occidental del río Paraná, y tiene 1,036,286 hab.
Está conurbada con numerosas ciudades y comunas, formando el área metropolitana Gran Rosario, con 1,235,558 hab.

## Geografía
El municipio de Rosario mide 178,69 km² (no todo está plenamente urbanizado).
- Puntos extremos:
- Latitud: círculo de latitud o paralelo 32º52′18″ y 33º02′22″ S.
- Longitud: meridiano astronómico, 60º36′44″ y 60º47′46″ O.

### Ubicación
La ciudad de Rosario está ubicada en la zona sur de la provincia de Santa Fe, en la República Argentina.
Se encuentra en una posición estratégica en relación con el Mercosur, en el extremo sur del continente americano.

### Límites
La ciudad limita al este con el río Paraná.
Las localidades de Granadero Baigorria e Ibarlucea constituyen el límite norte,
Funes y Pérez se encuentran al oeste, mientras que al sur completan los límites Soldini, Piñero y Villa Gobernador Gálvez.
Además, los arroyos Ludueña (al norte) y Saladillo (al sur) cruzan el municipio de oeste a este y en algunos tramos también le sirven de límite.

### Superficie y población

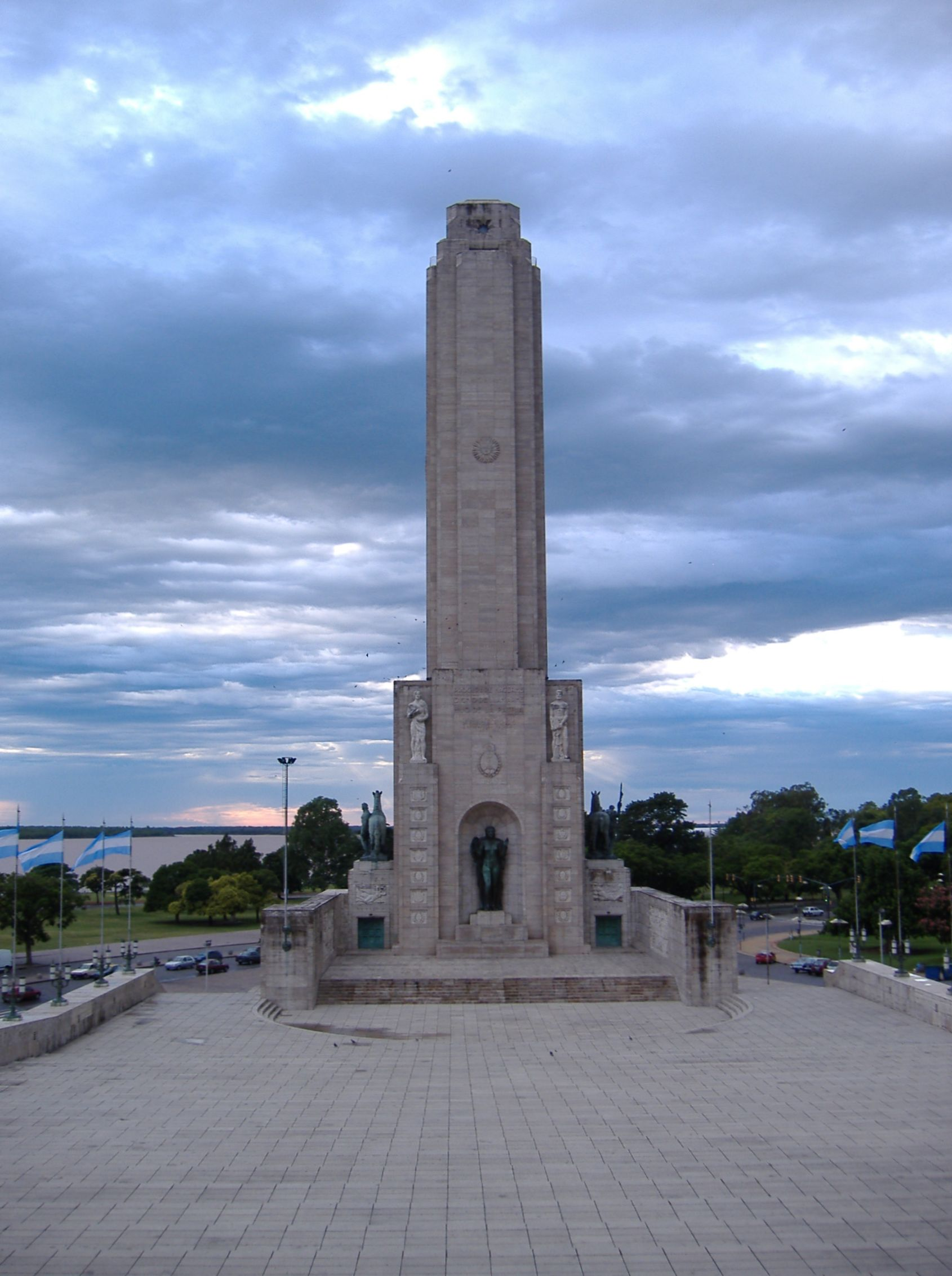
El Monumento Nacional a la Bandera.

Con 17.869 ha y una población de aproximadamente 945.000 habitantes, la ciudad es el centro del Área Metropolitana del Gran Rosario, constituida por
- Rosario
- San Lorenzo
- Puerto General San Martín
- Fray Luis Beltrán
- Capitán Bermúdez
- Granadero Baigorria
- Funes
- Roldán
- Pérez
- Villa Gobernador Gálvez
- Pueblo Esther

### Clima
La zona es de llanura ondulada con clima templado, con una temperatura promedio anual de 23,4 °C (máxima) y de 11,6 °C (mínima). El volumen de precipitaciones es de 1038 milímetros al año.
La ciudad se encuentra, como se ha mencionado, en un paisaje suavemente ondulado; típico de la Región Pampeana, entre 22,5 y 24,6 m s. n. m.; el asentamiento original se encuentra cerca de la barranca, en el lado derecho de la costa del río Paraná, frente a un grupo de islas (en la jurisdicción de la provincia de Entre Ríos). La ciudad entrerriana más cercana, atravesando el río (60 km) es Victoria (Entre Ríos), unida a Rosario con el Puente Rosario-Victoria (terminado en 2003).

## Clima y riesgos naturales
El área de Rosario tiene un clima pampeano atemperado por la presencia del importante curso de agua (el río Paraná). Se encuentra en un interreño a 150 km al sur del límite con el Subtrópico de Capricornio.
La estación cálida es de noviembre a marzo (con temperaturas extremas entre 10 y 43° °C), y la estación fría, de junio a mediados de agosto (entre -4 y 24 °C).
El verano es mucho más lluvioso que el invierno.

### Isla de calor
El clima se encuentra profundamente afectado por la isla de calor del Gran Rosario, basado en los increíbles aumentos de la urbanización en propiedad horizontal en el micro y en el macrocentro, y del parque automotor.
La información meteorológica surge del termómetro del Aeropuerto Internacional Rosario Islas Malvinas, desde el 1 de enero de 1930 (el termómetro estuvo varios años en la ciudad de Granadero Baigorria, en el norte del Gran Rosario). Actualmente el aeropuerto —distante 7 km del foco de calor de la megalópolis—, está siendo afectado por la traza térmica del acumulador de calor; por lo que los datos no son el reflejo del Rosario sin urbanizar, desafectando el desvío por calor antrópico.

### Nevadas
La última caída de nieve (de una hora aproximadamente de duración) tuvo lugar en la mañana del 16 de julio (invierno austral) de 1973, dado que se trata de un fenómeno excepcional en la zona. Durante el siglo XX se registraron nevadas en 1918, 1941, 1935 y 1954, además de la mencionada. En 2007 tuvo lugar una nevisca leve (agua nieve).
Las heladas son habituales: en invierno se registran unos 15 días con heladas.

### Lluvias
En el siglo XX se registraron tres eventos de lluvia intensa (50 mm en 30 min, durante más de dos horas). En estos casos, se inundan las zonas más bajas de la ciudad.
Las últimas precipitaciones muy intensas ocurridas en la ciudad sucedieron el 12 de marzo de 1996 con 153 mm de lluvias en menos de 2 horas.
Otras lluvias intensas sucedieron a finales de marzo de 2007 con un registro de 505 mm en 5 días provocando inundaciones en vastas zonas de la ciudad.

### Sequía
Desde la primavera de 2007, se soporta una disminución en la frecuencia y cantidad de lluvia. El 2008 tuvo 683 mm, para un promedio en el "Ciclo Húmedo" de 1180 mm; en 1974: 667 mm; y en 1910: 430 mm; todos datos en el Ciclo Húmedo: 1879-1920 y 1973-2020.

### Tormentas y granizadas
Rosario es zona de granizadas y de tornados, durante la última década se dieron fuertes temporales que ocasionaron diversos daños en la ciudad.
La peor granizada del siglo XX ocurrió en noviembre de 1925, con piedras de 250 g y 1 dm de diámetro, acompañadas de vientos arrachados de más de 100 km/h; con al menos seis muertes.
Durante la tarde del 20 de noviembre de 2001 un fuerte temporal se desata sobre la ciudad, descargando fuertes lluvias y vientos de hasta de 115 km/h y ocasionando 4 víctimas y varios heridos.
En la noche del 11 de noviembre de 2003 fuertes tormentas severas y tornados suceden en el sur de la provincia de Santa Fe, en la ciudad de Rosario las fuertes ráfagas de viento de entre 100 y 150 km/h producen gravísimos daños además de dos víctimas fatales en la ciudad, 4 en localidades vecinas y más de 90 personas heridas, teniendo que declarar las autoridades locales el estado de emergencia al día posterior de la tormenta.
El día 30 de enero de 2005 un temporal con lluvias y vientos de 108 km/h. produce daños en la ciudad y localidades vecinas, caída de árboles, voladura de techos y postes de electricidad provocan 2 muertes.
El 15 de noviembre de 2006 sucede una feroz tormenta que registra 993 hPa y vientos de 115 km/h acompañados con granizos de hasta 1 dm de diámetro ocasionaron más de 300 millones en pérdidas materiales, cinco muertes indirectas y cientos de heridos.
El 26 de octubre de 2007 un fenómeno meteorológico con ráfagas de hasta 157 km/h ocasionó graves daños materiales además de 4 víctimas fatales y varios heridos, dejando a la ciudad sin transmisiones de televisión por aire.
La tarde del 2 de febrero de 2009 nuevamente un fuerte temporal hizo verdaderos estragos en la ciudad. La fuerte lluvia, el granizo y los vientos de más de 100 km/h provocaron 8 muertos y 50 heridos en una fuerte tormenta.
Un riesgo factible son los tornados, pero afortunadamente se producen sobre relativamente pocas hectáreas. Generalmente ocasionan gravísimos daños.
Huracanes y erupciones volcánicas son imposibles en esta zona, porque necesita un océano a más de 26 °C.

### Terremotos
La posibilidad de terremotos no es remota, pero sí infrecuente, con silencio sísmico por la «subfalla del río de la Plata» de 137 años; y de 77 años para la «subfalla del río Paraná». El último terremoto de importancia ocurrió en 1888, con epicentro en el Río de la Plata. El evento se conoce como terremoto del Río de la Plata. En Rosario repercutió con una intensidad de aproximadamente 5,0 grados en la escala de Richter.

## Estructura urbana

### El centro
Rosario está sobre la alta barranca del lado occidental de la costa del río Paraná, en un lugar donde la barranca separa el río y hay una pendiente natural a la playa, conocida como Bajada Sargento Cabral (en honor al joven militar correntino muerto en la Batalla de San Lorenzo en 1813).
Durante mucho tiempo fue el único acceso al puerto, hasta que se hicieron varios cortes en las paredes de la barranca.

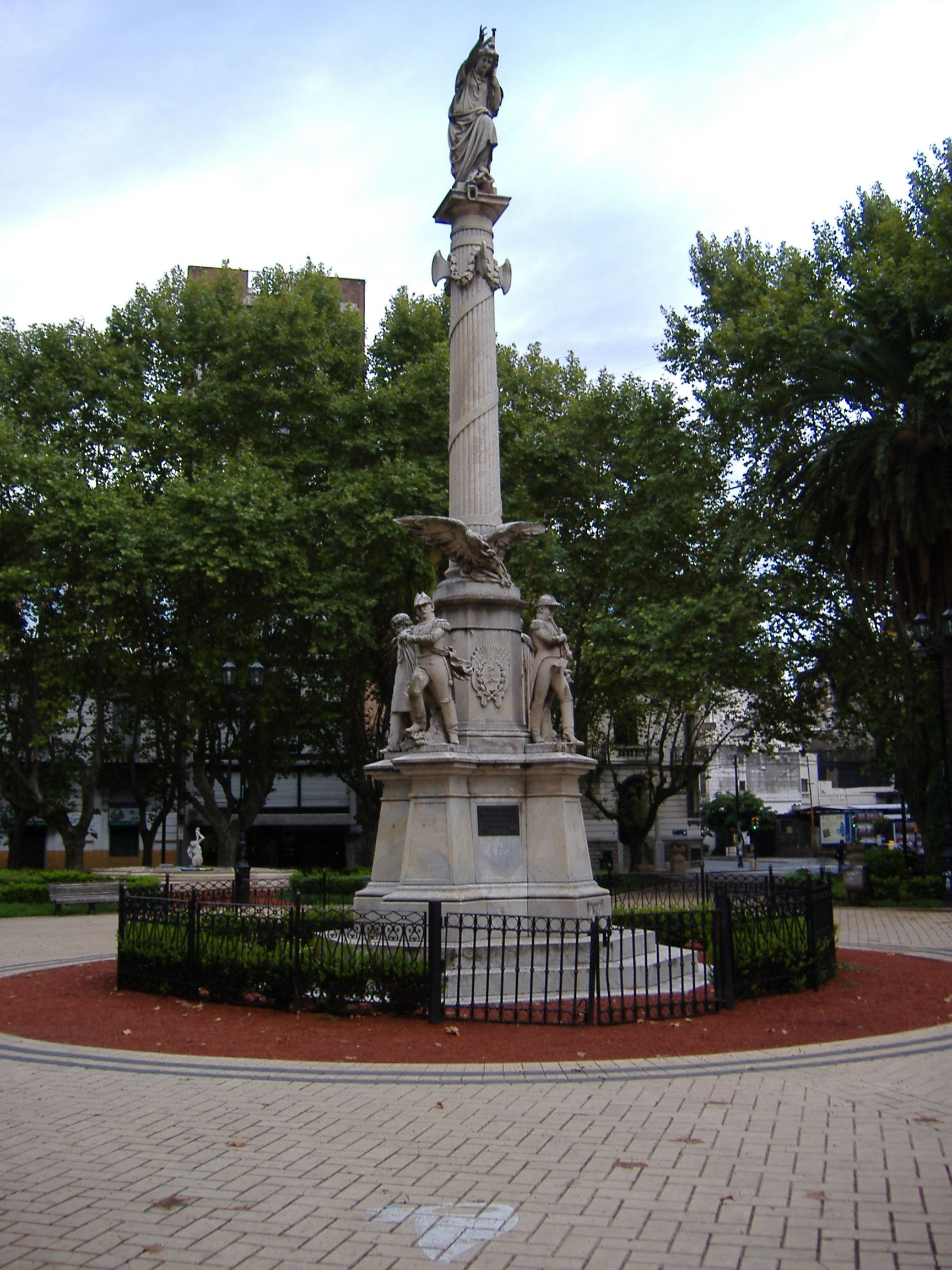
Plaza 25 de mayo.

El punto de origen del asentamiento europeo, fue la plaza 25 de mayo, actualmente cercada por la Municipalidad (el Palacio de los Leones), la Basílica Catedral de Nuestra Señora del Rosario, el Palacio de Correos, el Museo de Arte Decorativo Firma y Odilo Estévez, y el emblemático edificio La Bola de Nieve.
Las calles siguen una estructura española de damero, con excepción de la zona alrededor de la Bajada Sargento Cabral, donde las manzanas son irregulares debido a la configuración del terreno.

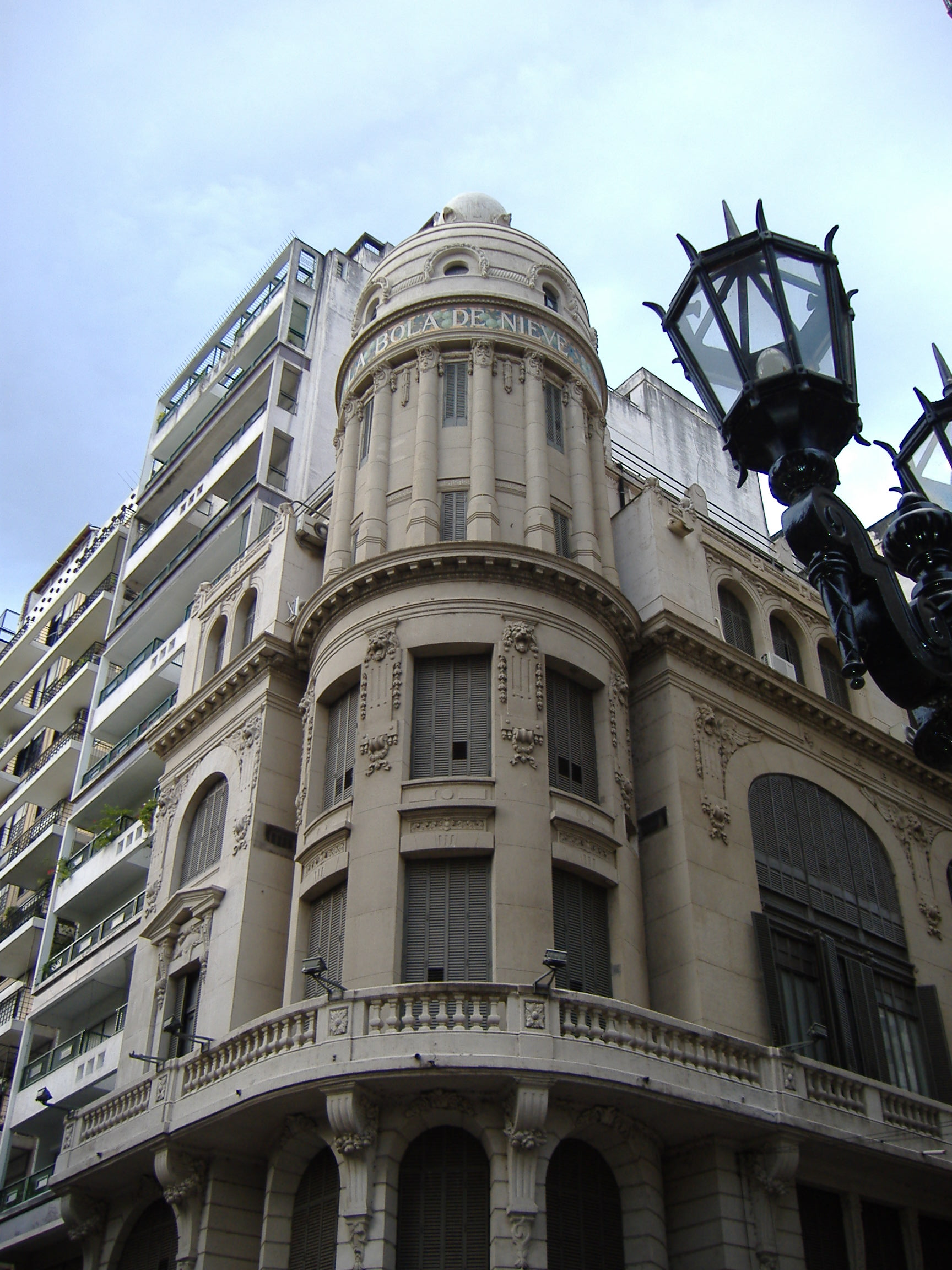
La Bola de Nieve.

Dos arterias principales se destacan en la estructura urbana de Rosario: el bulevar Oroño, de norte a sur, y la avenida Pellegrini, de este a oeste. Esas avenidas, y el río, señalan los límites del macrocentro.
Sus características arquitectónicas son bien diferentes: el bulevar Oroño tiene un aire de distinción. Flanqueado por aristocráticas mansiones y edificaciones de altura, posee un cantero central importante, ajardinado, con área para circulación de peatones (y ciclistas, fuera del Parque de la Independencia). En tanto la avenida Pellegrini, ancha y ruidosa, con un alto flujo de tránsito, es una vía de importante actividad comercial donde pueden encontrarse numerosos y variados restaurantes y heladerías.
En el centro, la calle Córdoba es la principal. Comienza en el parque que rodea al Monumento Histórico Nacional a la Bandera (probablemente, el hito más reconocible de la ciudad), sube hacia el centro y se convierte en zona peatonal por siete cuadras entre la plaza 25 de mayo y la plaza Pringles.
Siguiendo hacia oeste se encuentra el Paseo del Siglo, así llamado porque las casas de las familias más ricas de Rosario al principio del siglo XX se encontraban a lo largo de Córdoba, desde la plaza Pringles hasta bulevar Oroño.
En la calle de Córdoba está también la Plaza San Martín, rodeada por los edificios que contuvieron antes la sede local de los Tribunales Provinciales y de la Jefatura de Policía, en la actualidad ocupados por la Facultad de Derecho y la delegación del Gobierno Provincial, junto al Patio Cívico y Museo de Ciencias Naturales, respectivamente.

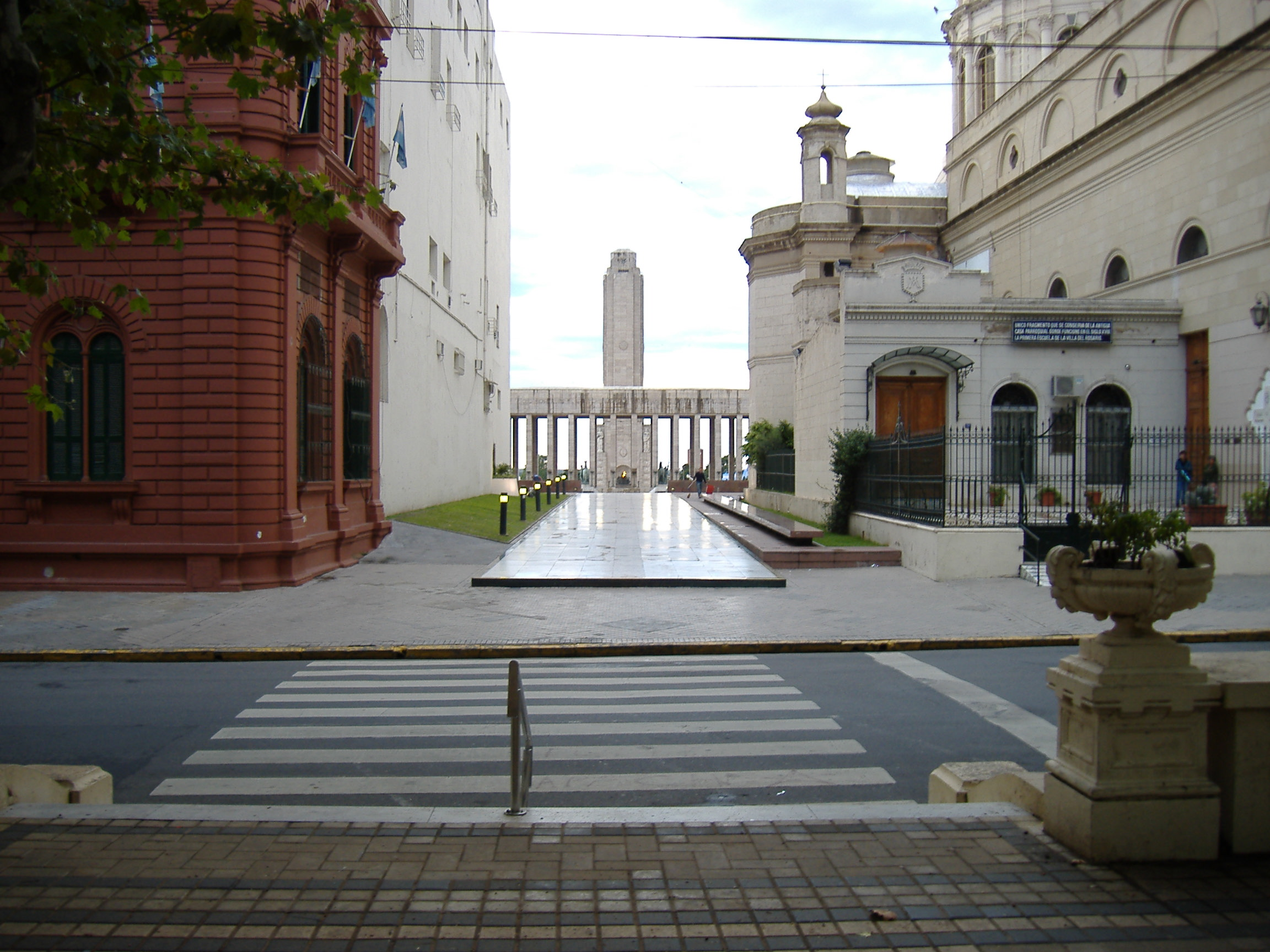
El Pasaje Juramento, visto desde la plaza 25 de mayo.

Desde la plaza 25 de mayo hacia el río, entre el edificio de la Catedral y el Palacio Municipal, se encuentra el pasaje Juramento, que conduce al Monumento a la Bandera.
También en el centro de la ciudad esta la Peatonal San Martín (las cuadras peatonales son cinco desde calle Santa Fe hasta Mendoza), y dos amplios espacios abiertos,  la Plaza Montenegro y la Plaza Sarmiento, entre otros puntos importantes.
Otras calles comerciales importantes son: Rioja, Corrientes, San Luis, Pellegrini y Santa Fe. Esta última, en el microcentro, constituye la zona bancaria.
En la intersección de Oroño y Pellegrini comienza el Parque de la Independencia, que alberga el Museo Municipal de Bellas Artes Juan B. Castagnino, el estadio del Club Newell's Old Boys, el Museo Histórico Provincial “Dr. Julio Marc”, el Museo de la ciudad, las instalaciones de los clubes Provincial y Gimnasia y Esgrima, dentro de una importante área recreativa de 1,26 km².

### Periferia

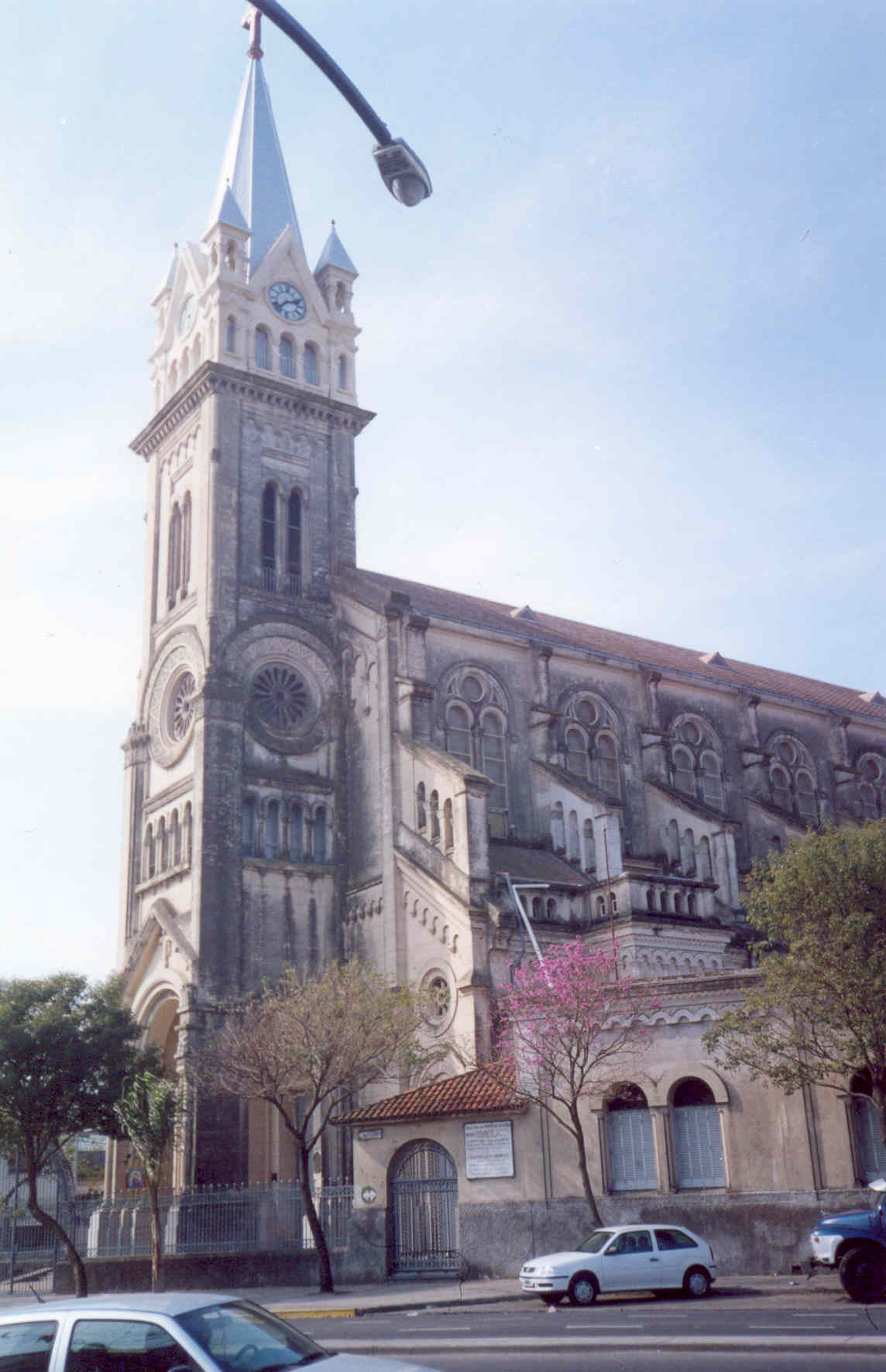
La Parroquia del Perpetuo Socorro, en el Barrio Lisandro de la Torre.

A través de los años, Rosario se ha extendido en todas las direcciones.
- Hacia el sur, desde Pellegrini, se encuentran dos bulevares más: 27 de febrero y Seguí así como las avenidas Uriburu, Arijón y Battle y Ordóñez. Los principales barrios de la zona sur son La Tablada, Parque Casado, Las Heras, Las Delicias y Las Flores. La ciudad finaliza en el arroyo Saladillo, límite natural con Villa Gobernador Gálvez.

- Hacia el oeste, después de Oroño se encuentran las avenidas Ovidio Lagos y Francia, el bulevar Avellaneda y la avenida Provincias Unidas. Los principales barrios de esta zona son Echesortu, Belgrano, Triángulo, Moderno, Godoy y Fisherton (este último en el borde de la ciudad, originalmente ocupado por las casas del personal jerárquico de las compañías inglesas de FFCC).

- En el noreste se encuentra el barrio de Pichincha, que en los comienzos del siglo XX constituía la "zona roja" de la ciudad al albergar prostíbulos, cabarets y teatros de variedades. En la actualidad es sede del Mercado de antigüedades "Feria Retro La Huella".

- Siguiendo hacia el norte encontramos los barrios Ludueña, Lisandro de la Torre (donde se encuentra el Estadio Dr. Lisandro de la Torre del Club Rosario Central) y Empalme Graneros. Este último se encuentra en la zona de influencia del Arroyo Ludueña, que ha sido causa de numerosas inundaciones a pesar de encontrarse entubado en buena parte de su recorrido por la zona urbana.

- Próximo al estadio se encuentra el Parque Alem y la central Termoeléctrica Sorrento. Más hacia el norte se encuentran los barrios Alberdi (originalmente una población independiente), La Florida (con el popular balneario del mismo nombre) y Rucci.

- Las principales arterias de la zona norte son la Avenida Alberdi y su continuación el Bulevar Rondeau, que forman la vía de salida de la ciudad hacia las localidades aledañas del norte y hacia el puente Rosario-Victoria. Estas arterias principales están cruzadas por varias avenidas: Las Tres Vías, Génova, Sorrento y Puccio.

### La ribera

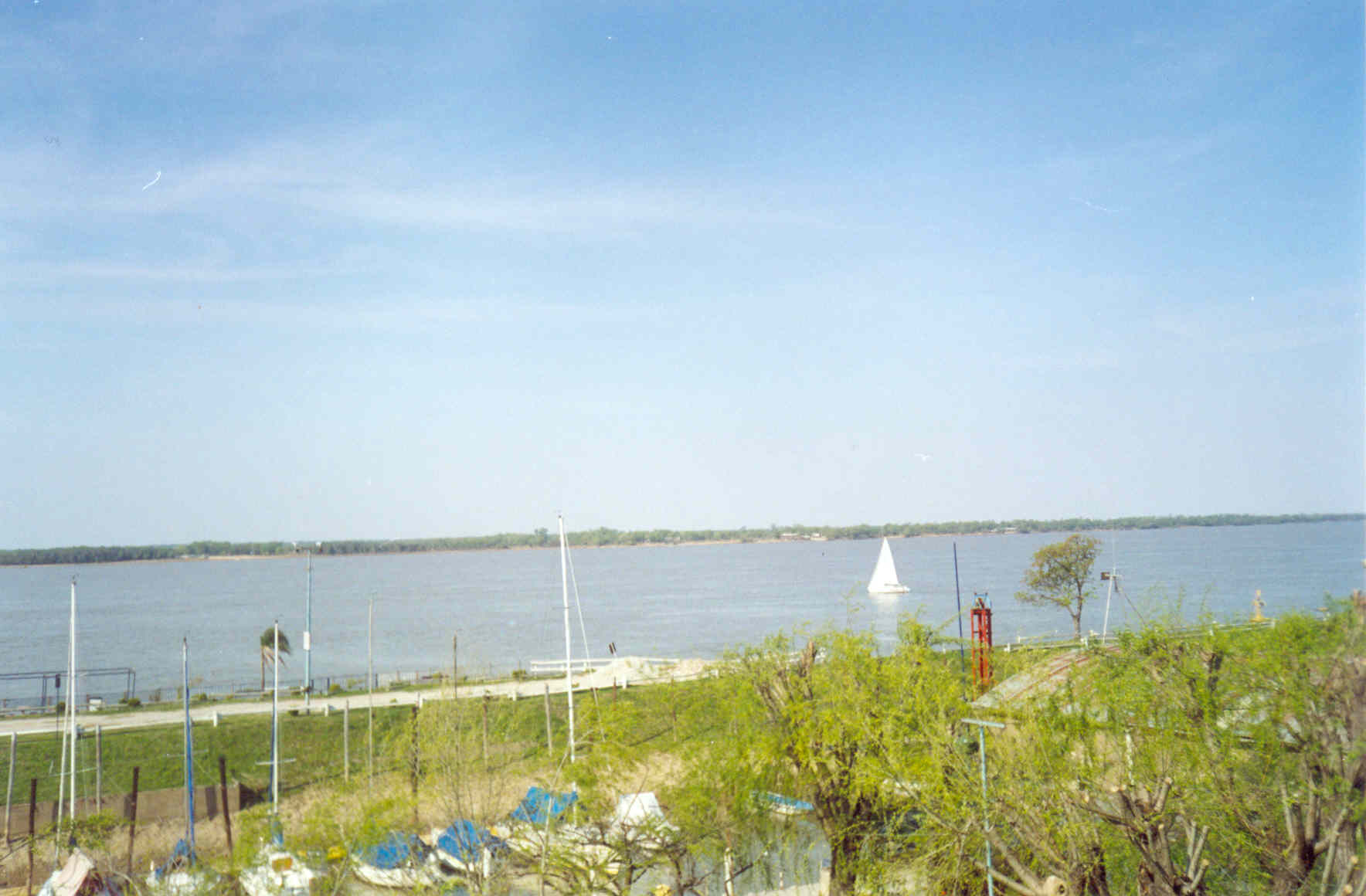
El río Paraná, al noreste de Rosario.

Una parte importante de la característica urbana de Rosario es la línea ribereña sobre el río Paraná. La ciudad recuperó la orilla del Paraná desde hace poco tiempo, gracias a una reorganización de los terrenos ocupados por el puerto y el sistema nacional del ferrocarril.
Yendo desde el centro de la ciudad, inmediatamente hacia el norte del puerto, la costanera es ocupada por varios parques: el parque nacional a la Bandera, el Parque de España, el Parque de las Colectividades y el Parque Sunchales.
El Parque de España fue donado por el Reino de España e inaugurado en 1993, con la presencia del rey y la reina de España. Dicho parque conecta la orilla del río Paraná con la parte superior de la barranca a través de imponentes escaleras, debajo de las cuales se halla el Centro Cultural Parque de España. El Centro Cultural fue una de las sedes de los numerosos eventos llevados a cabo durante el desarrollo del Tercer Congreso Internacional de la Lengua Española realizado en Rosario entre los días 17 y 20 de noviembre de 2004.
Más hacia el norte, actualmente la costa está siendo ocupada por varios importantes desarrollos urbanísticos, que reemplazan los antiguos silos cerealeros y sus muelles de carga para barcos de ultramar (esta actividad se trasladó hacia el sur, en el marco del Plan Regulador de la ciudad).

### Origen de la nomenclatura urbana

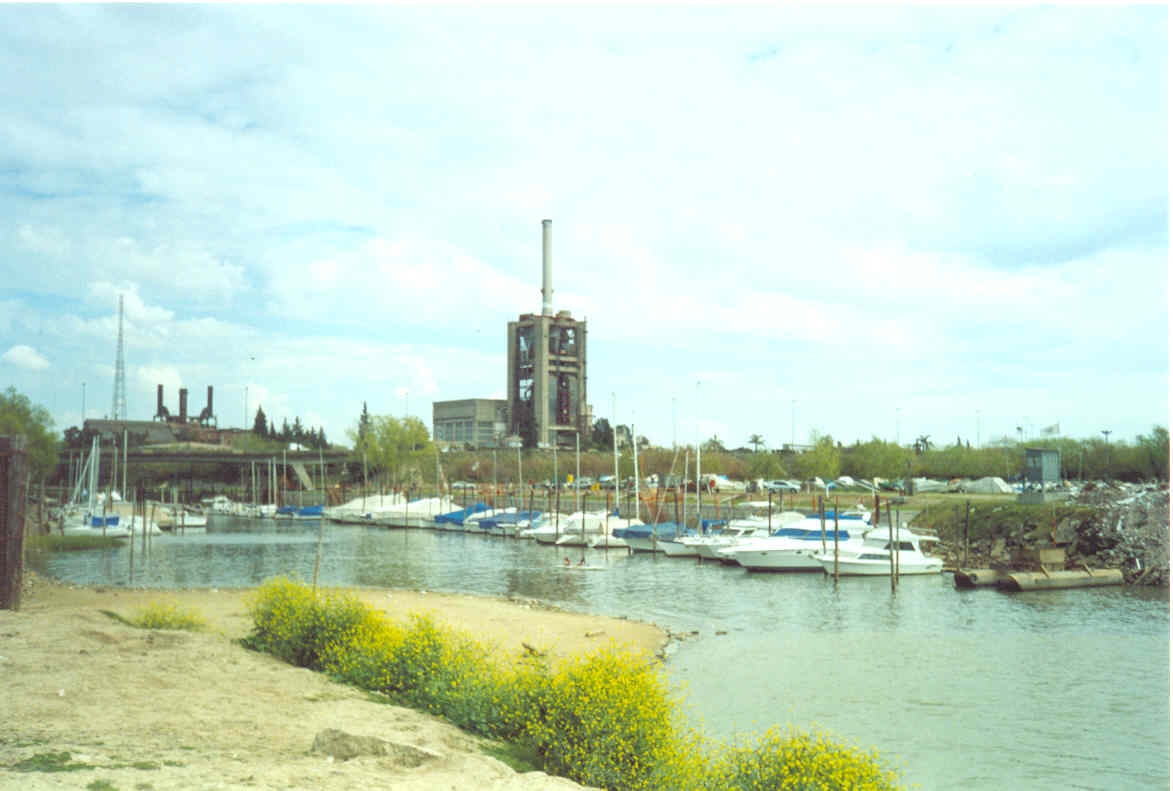
La planta termoeléctrica Sorrento, cerca de la desembocadura del arroyo Ludueña en el río Paraná.

- La peatonal San Martín y la plaza San Martín, en honor al Libertador General José de San Martín
- La avenida Belgrano, costanera que corre antes del Monumento a la Bandera, fue nombrada por el abogado y general Manuel Belgrano, creador de la enseña patria
- El barrio Lisandro de la Torre, en honor al senador rosarino, es más conocido como Arroyito (en referencia al arroyo Ludueña.
- El parque Leandro N. Alem, en la misma área, fundador de la Unión Cívica Radical
- La avenida Eva Perón se convierte en avenida Córdoba a partir del bulevar Avellaneda (fuera del macrocentro);
- La avenida Godoy fue renombrada avenida Presidente Perón
- La avenida Pellegrini, el bulevar Avellaneda y la plaza Sarmiento, nombradas en honor de tres presidentes argentinos.
- Varias calles del centro llevan los nombres de provincias: Buenos Aires, Tucumán, Catamarca, Salta, Jujuy, Santa Fe, Córdoba, Rioja, San Luis, San Juan, Mendoza, Corrientes, Entre Ríos.
- Algunas calles son nombradas con fechas:
  - Tres de Febrero (día de la Batalla de San Lorenzo, en 1813),
  - Nueve de julio (Día de la Independencia)
  - Veintisiete de Febrero (día de la primera jura de la bandera nacional)
  - Primero de Mayo (Día del Trabajador);
  - Veinticinco de Mayo (día en el que fue sancionada la Constitución Nacional, en 1853).
  - Veinticuatro de Septiembre (día de la Batalla de Tucumán).
  - Veintiséis de Agosto (fusilamiento del Virrey Liniers).
- Hay calles con nombres de países: Bolivia, Italia, España, Francia, México, Paraguay, Brasil, Israel; y de ciudades: Buenos Aires, Lima, Montevideo, Río de Janeiro.

## Rosario estratégica

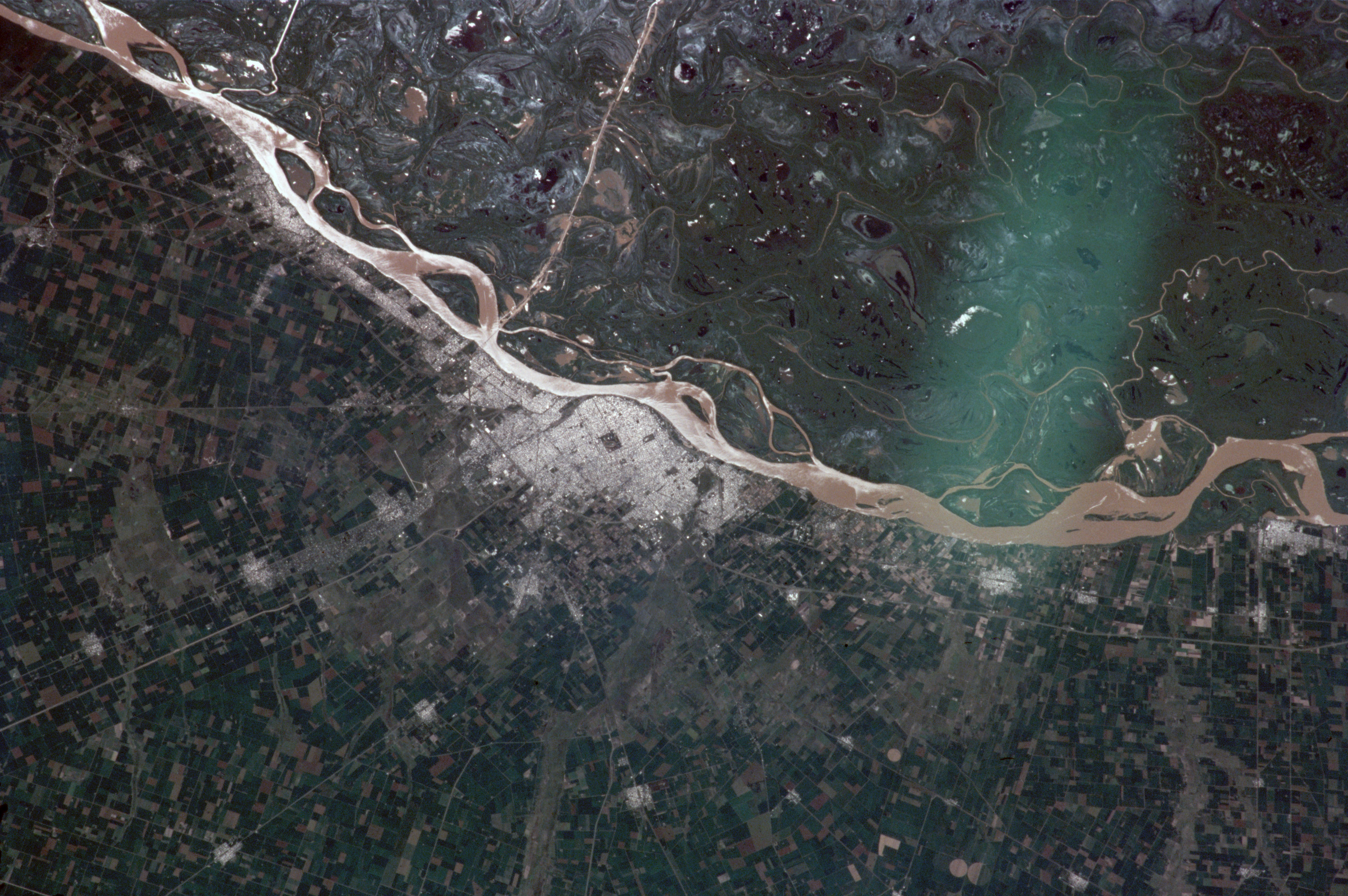
El Gran Rosario, a lo largo del río Paraná, a 300 km desde el espacio. Hacia el centro arriba se destaca el corredor y puente Rosario-Victoria.

- Asentada al sudeste de la provincia de Santa Fe, sobre la margen derecha del Río Paraná
- Área de 178 km²
- 1.030.000 hab.
- A 40 min de vuelo directo al Aeroparque Jorge Newbery (en la ciudad de Buenos Aires)
- A 286 km de Buenos Aires por una moderna autopista.
- A 400 km de la ciudad de Córdoba por autopista.
- Posee 9 accesos viales nacionales, 3 de los cuales son autopistas a Buenos Aires, Santa Fe y la restante con dirección a la ciudad de Córdoba.
- A 60 km de la ciudad entrerriana de Victoria, unida por un puente vial.
- Posee el Aeropuerto Internacional Rosario Islas Malvinas, a 15 km al oeste, con 600 m² de depósito fiscal y cámara de frío
- Infraestructura portuaria, para manipular tanto cargas a granel como generales.
  - Posee una terminal de cargas generales con 8 frentes de atraque, cámara de frío, playa de contenedores y enchufes para contenedores reefers
- FF. CC., 4 redes existentes en el país, concesionadas a empresas privadas.